# C/2013 X1 (PANSTARRS)
C/2013 X1 (PANSTARRS) — одна з гіперболічних комет. Ця комета була відкрита 4 грудня 2013 року; вона мала 20.2m на час відкриття.